# Mario Pinedo
Mario Daniel Pinedo Chore (ur. 9 kwietnia 1964) – piłkarz boliwijski grający na pozycji pomocnika.

## Kariera klubowa
W swojej karierze Pinedo grał w takich klubach pierwszej ligi boliwijskiej jak: Oriente Petrolero, Club The Strongest, Club Blooming i Real Santa Cruz.

## Kariera reprezentacyjna
W 1994 roku Pinedo został powołany przez selekcjonera Xabiera Azkargortę do reprezentacji Boliwii na Mistrzostwa Świata w USA. Tam był rezerwowym i nie rozegrał żadnego spotkania.